# بروس ر. واتكينز
بروس ر. واتكينز هو سياسي أمريكي، ولد في 20 مارس 1924، وتوفي في 13 سبتمبر 1980.